# Panaspis wilsoni
Panaspis wilsoni — вид сцинкоподібних ящірок родини сцинкових (Scincidae). Ендемік Судану. Вид названий на честь британського офіцера, колоніального адміністратора і натураліста Арнольда Вільсона.

## Опис
Panaspis wilsoni є одними з найменших відомих сцинків, їх довжина (без врахування хвоста) становить 25 мм.

## Поширення і екологія
Panaspis wilsoni відомі лише за типовим зразком, зібраним на півдні Нубійських гір в штаті Південний Кордофан.